# Blanquefort, Gironde
Blanquefort (gaskonsko Blancafòrt) je severno predmestje Bordeauxa in občina v jugozahodnem francoskem departmaju Gironde regije Akvitanije. Leta 2008 je naselje imelo 14.814 prebivalcev.

## Geografija
Naselje leži v pokrajini Gaskonji ob reki Jalle de Blanquefort, 11 km severozahodno od središča Bordeauxa.

## Uprava
Blanquefort je sedež istoimenskega kantona, v katerega so poleg njegove vključene še občine Eysines, Ludon-Médoc, Macau, Parempuyre in Le Pian-Médoc s 53.744 prebivalci.
Kanton Blanquefort je sestavni del okrožja Bordeaux.

## Zanimivosti
- Château Dillon iz konca 17. stoletja, danes se v njem nahaja vinogradniški licej,
- park Majolan iz 19. stoletja,
- cerkev sv. Martina,
- cerkev sv. Jožefa, Caychac.